# 君のために作った歌
『君のために作った歌』（きみのためにつくったうた）は、1977年6月25日にキャニオンレコードからリリースされた松山千春のファースト・アルバム（規格品番:FF-9003）。なお、同内容でタイトルと曲順が異なる、カセットアルバム「かざぐるま 松山千春ファースト」が同時にポニーからリリースされている（規格品番:CF-9038）。

## 解説
アルバム・タイトル文字は、松山自身の直筆。「大空と大地の中で」「オホーツクの海」「足寄より」等、松山が生まれ育った北海道の自然を歌った曲を多く収録。シングル「旅立ち」「初恋」「かざぐるま」「銀の雨」の4曲はミックス違い・アレンジ違いのアルバム・ヴァージョンで収録。

## 収録曲

### アナログLP
| 全作詞・作曲: 松山千春。 |                        |           |            |          |      |
| #                        | タイトル               | 作詞      | 作曲・編曲 | 編曲     | 時間 |
| 1.                       | 「かざぐるま」         | 松山千春  | 松山千春   | 松井忠重 | 4:19 |
| 2.                       | 「大空と大地の中で」   | 松山千春  | 松山千春   | 青木望   | 4:00 |
| 3.                       | 「旅立ち」             | 松山千春  | 松山千春   | 松井忠重 | 3:06 |
| 4.                       | 「オホーツクの海」     | 松山千春  | 松山千春   | 青木望   | 3:46 |
| 5.                       | 「君のために作った歌」 | 松山千春  | 松山千春   | 青木望   | 2:44 |
| 6.                       | 「足寄より」           | 松山千春  | 松山千春   | 青木望   | 5:48 |
| 合計時間:                | 合計時間:              | 合計時間: | 23:43      |          |      |

| 全作詞・作曲: 松山千春。 |                        |           |            |          |      |
| #                        | タイトル               | 作詞      | 作曲・編曲 | 編曲     | 時間 |
| 1.                       | 「銀の雨」             | 松山千春  | 松山千春   | 松井忠重 | 3:31 |
| 2.                       | 「この道より道廻り道」 | 松山千春  | 松山千春   | 青木望   | 3:24 |
| 3.                       | 「ためらい」           | 松山千春  | 松山千春   | 松井忠重 | 4:22 |
| 4.                       | 「今日限り」           | 松山千春  | 松山千春   | 青木望   | 3:13 |
| 5.                       | 「初恋」               | 松山千春  | 松山千春   | 松井忠重 | 3:39 |
| 6.                       | 「おやすみ」           | 松山千春  | 松山千春   | 松井忠重 | 2:15 |
| 合計時間:                | 合計時間:              | 合計時間: | 20:24      |          |      |

### カセットテープ「かざぐるま 松山千春ファースト」
| 全作詞・作曲: 松山千春。 |                      |           |            |          |      |
| #                        | タイトル             | 作詞      | 作曲・編曲 | 編曲     | 時間 |
| 1.                       | 「かざぐるま」       | 松山千春  | 松山千春   | 松井忠重 | 4:19 |
| 2.                       | 「大空と大地の中で」 | 松山千春  | 松山千春   | 青木望   | 4:00 |
| 3.                       | 「旅立ち」           | 松山千春  | 松山千春   | 松井忠重 | 3:06 |
| 4.                       | 「オホーツクの海」   | 松山千春  | 松山千春   | 青木望   | 3:46 |
| 5.                       | 「今日限り」         | 松山千春  | 松山千春   | 青木望   | 3:13 |
| 6.                       | 「初恋」             | 松山千春  | 松山千春   | 松井忠重 | 3:39 |
| 合計時間:                | 合計時間:            | 合計時間: | 22:03      |          |      |

| 全作詞・作曲: 松山千春。 |                        |           |            |          |      |
| #                        | タイトル               | 作詞      | 作曲・編曲 | 編曲     | 時間 |
| 1.                       | 「銀の雨」             | 松山千春  | 松山千春   | 松井忠重 | 3:31 |
| 2.                       | 「この道より道廻り道」 | 松山千春  | 松山千春   | 青木望   | 3:24 |
| 3.                       | 「ためらい」           | 松山千春  | 松山千春   | 松井忠重 | 4:22 |
| 4.                       | 「君のために作った歌」 | 松山千春  | 松山千春   | 青木望   | 2:44 |
| 5.                       | 「足寄より」           | 松山千春  | 松山千春   | 青木望   | 5:48 |
| 6.                       | 「おやすみ」           | 松山千春  | 松山千春   | 松井忠重 | 2:15 |
| 合計時間:                | 合計時間:              | 合計時間: | 22:04      |          |      |

## 参加ミュージシャン
- Drums：宗台春男・渡嘉敷祐一
- Folk Guitar：金成良悟・石川鷹彦
- Electric Guitar：芳野藤丸
- Electric Bass：長岡通夫・後藤次利・高水健司
- Keyboard：大原繁仁・大谷和夫・栗林稔

## 再発盤
- 1983年初CD化。
- 1985年8月21日 通常CDでリリース。規格品番D32A0106。[2]
- 1988年6月21日 「こんな夜は」との2枚組仕様でリリース。規格品番D50P-6240。
- 1989年3月21日 ゴールドCD仕様でリリース。規格品番D35A-0493。
- 1990年10月21日 通常CDでリリース。規格品番PCCA-00126。
- 1994年5月20日 「CD選書」シリーズの1枚としてリリース。規格品番PCCA-00573。
- 2007年2月7日 新たにデジタルリマスタリングが施され、紙ジャケット仕様でリリース。規格品番PCCA-02388。
- 2009年2月18日 HQCD仕様でリリース。規格品番PCCA-50036。
- 2016年7月20日 UHQCD仕様でリリース。規格品番PCCA-50234。

1983年～1994年リリース盤は全て同じ音質、プリエンファシス処理が施されている。